# Luigi Malaspina (letterato)
Luigi Malaspina (Pavia, 19 agosto 1754 – Milano, 28 marzo 1835) è stato un letterato e nobile italiano.
Marchese figlio di Francesco Malaspina e dalla nobile pavese Caterina Beccaria, fu l'ultimo della sua famiglia nel ramo dei Malaspina feudatari di Sannazzaro de' Burgondi.

## Biografia
Luigi Malaspina trascorse buona parte della sua vita a Sannazzaro. 
Nel 1779, alla morte del padre, riceve l'investitura per la metà del feudo di Sannazzaro e nel 1787, quando morirà il cugino Ercole IV, erediterà anche l'altra metà del feudo.
Fu fedele alla Casa Imperiale d'Austria della quale fu nominato Gran Ciambellano per i suoi meriti di diplomazia e mediazione negli affari della corona, titolo che gli fu riconfermato nel 1816.
Fu annoverato tra i decurioni di Pavia, in seguito al Congresso di Vienna fu nominato rappresentante per regolare l'assetto territoriale, amministrativo e commerciale del Lombardo Veneto.

Morì a Milano il 28 marzo 1835 e venne sepolto nel santuario della Madonna della Fontana a Sannazzaro. 

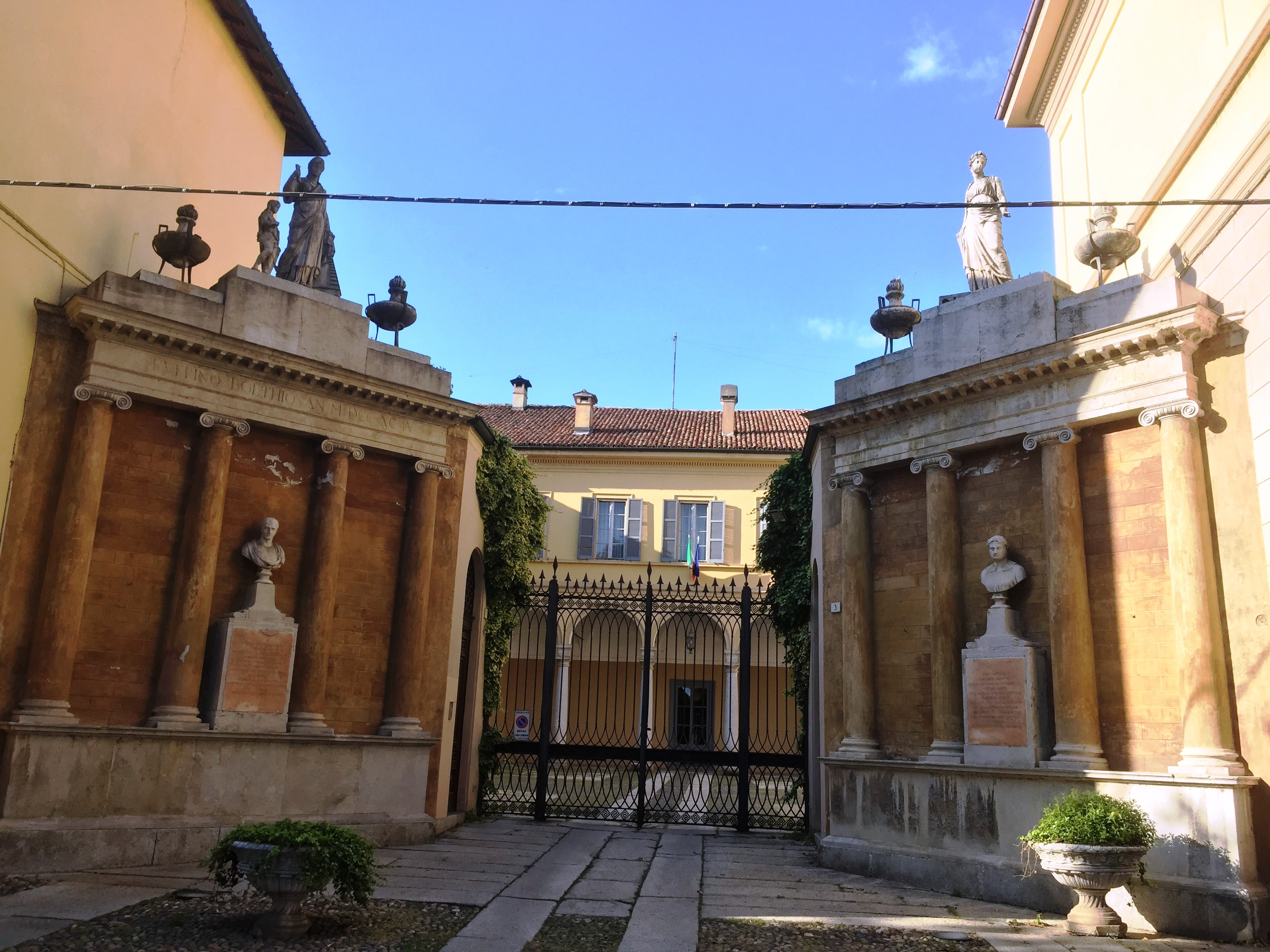
Villa Malaspina a pavia

A Pavia fece costruire il palazzo in Piazza Petrarca, poi chiamato Palazzo Malaspina, destinandolo alle sue collezioni d'arte.
A Sannazzaro progettò la chiesa di San Bernardino nel 1782. Fece realizzare, sempre a Sannazzaro, la cascina Malaspina, cui è annesso il Santuario della Madonna della Fontana: il progetto iniziò nel 1710 e fu completato nel 1786.

### Attività letteraria
Pubblicò numerosi scritti. Fra questi si ricordano la Relazione di un viaggio in varie provincie d'Europa, un testo pubblicato nel 1793 dal titolo Memorie sugli Ospedali, sugli Stabilimenti di Beneficenza e su differenti caratteri delle inclinazioni e delle passioni frutto delle sue esperienze fatte nell'amministrazione dell'ospedale di Pavia, a cui vanno aggiunte opere di architettura e belle arti come la Descrizione della Certosa di Pavia, una Dissertazione sulla Barriera di Porta Orientale, la Guida di Pavia, un trattato sulle Leggi del Bello applicate alla pittura ed all'architettura, nonché vari Opuscoli d'Arte.